# Synagoge (Kyjov)
Koordinaten: 49° 0′ 38″ N, 17° 7′ 22″ O

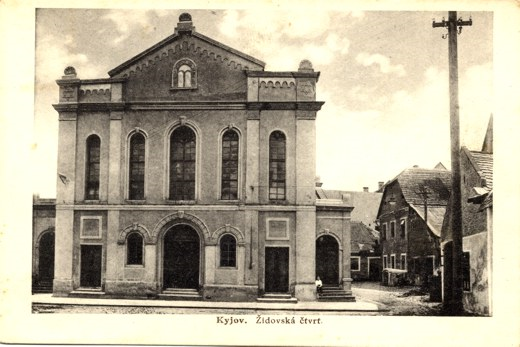
Synagoge in Kyjov (um 1930)

Die Synagoge in Kyjov, einer tschechischen Stadt in der Südmährischen Region, wurde 1851/52 errichtet. Die Synagoge, die an der Stelle eines seit circa 1610 bestehenden Vorgängerbaus stand, befand sich in der Židovská-Straße.
Die unweit des Rathauses gelegene Synagoge wurde während der deutschen Besatzung im Zweiten Weltkrieg durch Vandalismus beschädigt. Ihr Abriss erfolgte Anfang der 1960er Jahre im Rahmen der Stadtsanierung.
Seit 2002 erinnert an die Synagoge und an die einstige jüdische Gemeinde ein Gedenkstein in Form eines Davidsterns.